# Mario Lepe
Mario Enrique Lepe González (født 25. marts 1965 i Santiago, Chile) er en chilensk tidligere fodboldspiller (midtbane) og -træner.
Lepe spillede 24 kampe for Chiles landshold, som han debuterede for i en venskabskamp mod Argentina 14. maj 1985. Han var med i landets trup til Copa América 1993 i Ecuador, og spillede alle chilenernes tre kampe i turneringen, hvor holdet blev slået ud efter det indledende gruppespil.
På klubplan tilbragte Lepe hele sin karriere hos Universidad Católica i fødebyen Santiago, og vandt tre chilenske mesterskaber med klubben. Han var også træner for klubben efter sit karrierestop.

## Titler
Primera División de Chile
- 1984, 1987 og 1997 med Universidad Católica

Copa Chile
- 1983, 1984, 1991 og 1995 med Universidad Católica

Copa Interamericana
- 1994 med Universidad Católica